# Peter-und-Paul-Kathedrale (Peterhof)

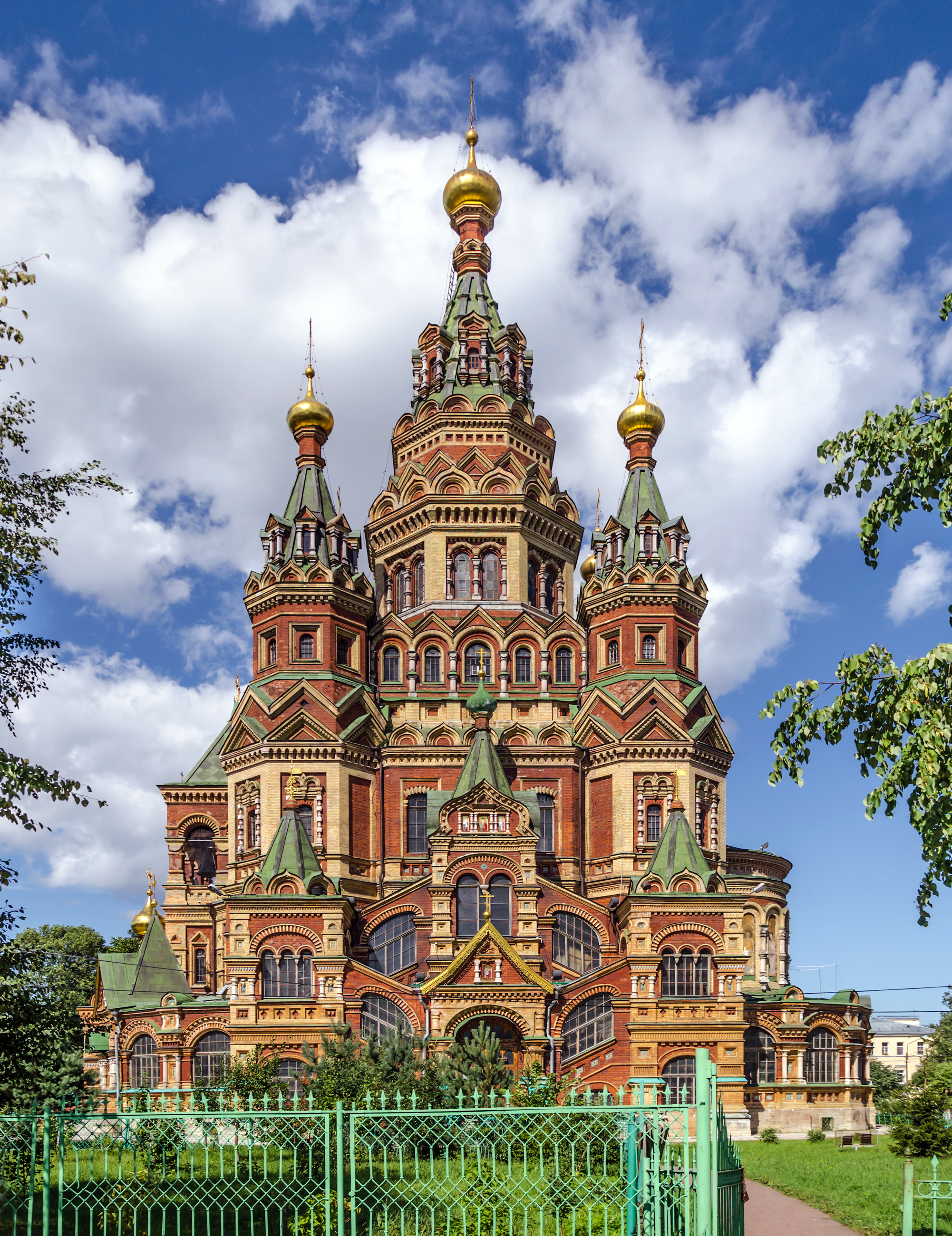
Die Peter-und-Paul-Kathedrale im Sankt Petersburger Stadtteil Peterhof

Die Peter-und-Paul-Kathedrale (russisch Со́бор Свя́тых Петра́ и Па́вла) ist eine russisch-orthodoxe Kathedrale in der russischen Stadt Peterhof. Mit einer Höhe von rund 70 Metern gehört sie zu den höchsten orthodoxen Sakralbauten weltweit. Die in der Nähe des Palastkomplexes von Peterhof befindliche Kathedrale wurde in den Jahren 1894 bis 1904 erbaut und gehört seit 1975 zum nationalen Kulturerbe Russlands.

## Geschichte
Der Bau einer neuen Kirche in Peterhof wurde 1892 beantragt, obwohl es zu dieser Zeit in dem Ort bereits mehr als ein Dutzend Kirchen gab. Für den Entwurf der Kathedrale engagierte Kaiser Alexander III. drei Architekten, von denen Nikolai Sultanow im Frühjahr 1893 als Sieger hervorging.
Mit den Bauarbeiten an dem Bauwerk wurde 1894 mit dem Ausheben der Baugrube für das Fundament begonnen. Die Grundsteinlegung fand am 6. August 1895 bereits unter Zar Nikolaus II. statt. Die Arbeiten wurden durch den Architekten Wassili Antonowitsch Kossjakow überwacht, die Kosten des Baus wurden durch das Ministerium des Kaiserlichen Hofes getragen. Der Bau wurde innerhalb von vier Jahren ausgeführt, weitere drei Jahre wurde für das Verputzen und die Installation von Heizung und Belüftung benötigt. In den letzten zwei Jahren wurden die Deckenmalereien gefertigt und die Ikonostase angebracht.
Die Weihe der Kathedrale fand am 25. Juni 1905 im Beisein der kaiserlichen Familie statt. Die beiden Seitenkapellen wurden dem Alexander Newski und der heiligen Ksenija am 10. September des gleichen Jahres geweiht.
1938 wurde die Kathedrale im Zuge der sozialistischen Machtergreifung, die bereits Jahre zuvor erfolgte, geschlossen. Es gab zuerst Pläne, das Bauwerk zu sprengen und so vollständig zu zerstören. Dieses Vorhaben wurde nicht umgesetzt, die Inneneinrichtung wurde jedoch größtenteils entfernt. Während des Zweiten Weltkrieges erlitt die Peter-und-Paul-Kathedrale, wie viele andere Bauwerke in Peterhof auch, großen Schaden.
1989 wurde die Kathedrale an die Russisch-Orthodoxe Kirche zurückgegeben.